# پلاک وسایل نقلیه استان فارس

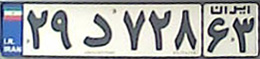
نمونه پلاک وسایل نقلیه با کد شیراز

کدهای استان فارس ۶۳، ۷۳، ۸۳ ،۹۳ می‌باشد. در خودروهای عمومی، تاکسی‌ها، خودروی معلولین، ادوات کشاورزی و خودروهای دولتی کد پلاک استانی است. اما در خودروهای شخصی، کد پلاک به تفکیک شهرستان می‌باشد. در خودروهای عمومی کدهای ۶۳ و ۷۳ و ۸۳ به صورت کامل واگذار شده‌اند و کد ۹۳ نیز تا سر شماره ۵۵ ع واگذار شده‌است و اکنون سر شماره ۱۱۱ ع ۵۶ به بعد در حال واگذاری است
در پلاک تاکسی از ۱۱۱ ت ۱۱ تا ۹۹۹ ت ۷۳ کد ایران ۶۳ واگذار شده و اکنون سرشماره ۷۴ در حال واگذاری است.
به دلیل نبود پلاک جایگزین، در برخی از حروف (ص۸۳ کامل و ج۸۳ کامل و ط۸۳ تا سرشماره ۵۱) به صورت مشترک و بین استانی برای شیراز و دیگر شهرستان‌ها استفاده می‌گردید و به درخواست پلیس از دولت دوازدهم و موافقت با این درخواست پلاک‌های فک شده‌ای که بیش از یک سال در انبار پلاک پلیس موجود بوده از نام صاحب قبلی پلاک خارج و به مراجعه کننده جدید داده می‌شود، (شیراز ۶۳، ۹۳) (کازرون ص۷۳، ن۸۳) (مرودشت ل۷۳، و۸۳) و (فیروزآباد ط۷۳) و باقی شهرها هم به همین صورت در حال انجام می‌باشد.
برای کلانشهر شیراز واگذاری پلاک‌های فک شده کد ایران ۶۳ ،۹۳ (و تعداد جزئی ۸۳ص، ۸۳ج) برای شیراز آغاز شده‌است. که در کد ۶۳ ،۹۳، ۸۳ هر کدام در هفته‌های جداگانه به متقاضان داده می‌شود حروف‌های پلاک هیچ‌کدام پایان نیافته بلکه به‌صورت پراکنده و سیستمی داده می‌شود کد ۶۳ با حروف‌های (ب ج د س ص ط ق ل م ن و ه ی) طبق روز دقیقاً یک سال شمسی از مالک قبلی فک به مالک جدید داده می‌شود.
پلاک فکی ۶۳ ن درحال واگذاری است
پلاک فکی ۷۳ ب درحال واگذاری است
پلاک فکی ۷۳ س درحال واگذاری است
پلاک فکی ۷۳ ص درحال واگذاری است
پلاک فکی ۸۳ ج درحال واگذاری است
پلاک فکی ۷۳ ط درحال واگذاری است
پلاک فکی ۸۳ ن درحال واگذاری است
پلاک فکی ۷۳ ل درحال واگذاری است
پلاک فکی ۹۳ ق درحال واگذاری است
پلاک فکی ۸۳ ب درحال واگذاری است
پلاک فکی ۹۳ س درحال واگذاری است
پلاک فکی ۷۳ م درحال واگذاری است
پلاک فکی ۷۳ ج درحال واگذاری است
پلاک فکی ۸۳ و درحال واگذاری است
پلاک فکی ۶٣ ص درحال واگذاری است
لازم به ذکر است که شهرستان های زیر فاقد پلاک جداگانه بوده و پلاک خودرو در این شهرستان ها کاملا مشترک با شهرستان همجوار یا شهرستانی که از آن منفک شده می باشد.
شهرستان های خرامه ،سروستان ، کوار و زرقان تابع شهرستان شیراز
شهرستان های گراش، خنج، اوز و جویم تابع شهرستان لارستان
شهرستان پاسارگاد تابع شهرستان مرودشت
شهرستان رستم تابع شهرستان ممسنی
شهرستان کوهچنار تابع شهرستان کازرون
شهرستان خفر تابع شهرستان جهرم
شهرستان بیضا تابع شهرستان سپیدان
شهرستان سرچهان تابع شهرستان بوانات
شهرستان بختگان تابع شهرستان نی‌ریز .

## کد ۶۳ - مرکز استان (کلانشهر شیراز، زرقان)
| ۶۳ | ۳۴۵ 12 |

| حرف | شهرستان          | وضعیت شماره‌گذاری                                    |
| --- | ---------------- | --------------------------------------------------- |
| الف | دولتی            | سرشماره ۲۷ در حال واگذاری                           |
| ب   | شیراز (۱)        | پایان شماره‌گذاری                                    |
| ت   | تاکسی (١)        | سرشماره ۷۶ در حال واگذاری                           |
| ج   | شیراز (۲)        | پایان شماره‌گذاری                                    |
| د   | شیراز (۳)        | پایان شماره‌گذاری                                    |
| ژ   | جانبازان معلولین | سرشماره ۱۳ در حال واگذاری سرشماره ۵۳ در حال واگذاری |
| س   | شیراز (۴)        | پایان شماره‌گذاری                                    |
| ص   | شیراز (۵)        | پایان شماره‌گذاری                                    |
| ط   | شیراز (۶)        | پایان شماره گذاری                                   |
| ع   | عمومی (۱)        | پایان شماره‌گذاری                                    |
| ق   | شیراز (۷)        | پایان شماره‌گذاری                                    |
| ک   | کشاورزی (۱)      | سرشماره ۸۴ در حال واگذاری                           |
| ل   | شیراز (۸)        | پایان شماره‌گذاری                                    |
| م   | شیراز (۹)        | پایان شماره‌گذاری                                    |
| ن   | شیراز (۱۰)       | پایان شماره‌گذاری                                    |
| و   | شیراز (۱۱)       | پایان شماره گذاری                                   |
| ه‍   | شیراز (۱۲)       | پایان شماره گذاری                                   |
| ی   | شیراز (۱۳)       | پایان شماره گذاری                                   |

## کد ۷۳ - استان فارس
| ۷۳ | ۳۴۵ 12 |

| حرف | شهر                                 | وضعیت شماره‌گذاری          |
| --- | ----------------------------------- | ------------------------- |
| ب   | جهرم، خفر (۱)                       | پایان شماره‌گذاری          |
| ت   | تاکسی (٢)                           | ذخیره                     |
| ج   | لارستان، گراش، خنج، اوز، جویم (۱)   | پایان شماره‌گذاری          |
| د   | داراب (۱)                           | پایان شماره‌گذاری          |
| س   | فسا (۱)                             | پایان شماره‌گذاری          |
| ص   | کازرون، کوه‌چنار (۱)                 | پایان شماره‌گذاری          |
| ط   | فیروزآباد (۱)                       | پایان شماره گذاری         |
| ع   | عمومی (۲)                           | پایان شماره‌گذاری          |
| ق   | آباده (۱)                           | پایان شماره‌گذاری          |
| ک   | کشاورزی (۲)                         | ذخیره                     |
| ل   | مرودشت، پاسارگاد (۱)                | پایان شماره‌گذاری          |
| م   | لامرد (۱)                           | پایان شماره گذاری         |
| ن   | نی‌ریز، بختگان (۱)                   | پایان شماره گذاری         |
| و   | استهبان                             | سرشماره ۶۶ در حال واگذاری |
| ه‍   | اقلید (۱)                           | سرشماره ۹۹ در حال واگذاری |
| ی   | سپیدان، بیضا (۱)، نورآباد ممسنی (۲) | سرشماره ٨۵ در حال واگذاری |

## کد ۸۳ - استان فارس و شیراز
| ۸۳ | ۳۴۵ 12 |

| حرف | شهر                                                                              | وضعیت شماره‌گذاری          |
| --- | -------------------------------------------------------------------------------- | ------------------------- |
| ب   | نورآباد ممسنی، رستم (۱)                                                          | پایان شماره‌گذاری          |
| ج*  | زرین دشت(۱)، شیراز(۲۷)، کازرون(۶)، مرودشت(۵)، فیروزآباد(۴)، ارسنجان(۲)           | پایان شماره‌گذاری          |
| د   | قیر و کارزین (۱)                                                                 | سرشماره ۵۸ در حال واگذاری |
| س*  | مُهر (۱)، داراب (۲)                                                               | سرشماره ۸۷ در حال واگذاری |
| ص*  | ارسنجان(۱)، شیراز(۲۶)، کازرون(۵)، مرودشت(۴)، فیروزآباد (۳)                       | پایان شماره‌گذاری          |
| ط*  | خرم‌بید(۱)، شیراز(۲۸)، کازرون(۷)، مرودشت(۶)، فیروزآباد(۵)، ارسنجان(۳)، زرین‌دشت(۲) | سرشماره ۶۴ در حال واگذاری |
| ع   | عمومی (۳)                                                                        | پایان شماره‌گذاری          |
| ق*  | بوانات، سرچهان(۱)، آباده(۲)                                                      | سرشماره ۵۲ در حال واگذاری |
| ل*  | فراشبند                                                                          | سرشماره ۵۱ در حال واگذاری |
| م   | لارستان، گراش، خنج، اوز، جویم (۲)                                                | پایان شماره‌گذاری          |
| ن   | کازرون، کوه‌چنار، کنارتخته، خشت (۲)                                               | پایان شماره‌گذاری          |
| و   | مرودشت، پاسارگاد (۲)                                                             | پایان شماره‌گذاری          |
| ه‍   | جهرم، خفر (۲)                                                                    | پایان شماره‌گذاری          |
| ی   | فسا (۲)                                                                          | سرشماره ۸۸ در حال واگذاری |

| کدهای مشترک* | توضیح |
| ------------ | --- |
| ج            | کد مشترک شیراز و کازرون و مرودشت و فیروزآباد و ارسنجان و زرین‌دشت (تا سرشماره ۴۱ اختصاصی زرین دشت / از سرشماره ۴۲ مشترک با شیراز و کازرون و مرودشت و فیروزآباد و ارسنجان)                 |
| س            | کد مشترک مُهر و داراب (تا سرشماره ۳۸ اختصاصی مُهر/ از سرشماره ۳۹ تا ۶۸ مشترک با داراب /از سرشماره ۶۹ اختصاصی داراب)                                                                        |
| ص            | کد مشترک شیراز و کازرون و مرودشت و فیروزآباد و ارسنجان (تا سرشماره ۳۵ اختصاصی ارسنجان/ از سرشماره ۳۶ مشترک با شیراز و کازرون و مرودشت و فیروزآباد)                                       |
| ط            | کد مشترک شیراز و کازرون و مرودشت و فیروزآباد و ارسنجان و زرین‌دشت و خرمبید (تا سرشماره ۳۷ اختصاصی خرمبید/ از سرشماره ۳۸ مشترک با شیراز و کازرون و مرودشت و فیروزآباد و ارسنجان و زرین‌دشت) |
| ق            | کد مشترک بوانات و آباده (تا سرشماره ۳۳ اختصاصی بوانات / از سرشماره ۳۴ تا ۴۲ مشترک با آباده/از سرشماره۴۳ اختصاصی آباده)                                                                   |

## کد ۹۳ - کلانشهر شیراز و زرقان
| ۹۳ | ۳۴۵ 12 |

پلاک موتور: ۶۸۷ تا ۷۱۲
| حرف | شهر                                            | وضعیت شماره‌گذاری         |
| --- | ---------------------------------------------- | ------------------------ |
| ب   | شیراز (۱۴)                                     | پایان شماره‌گذاری         |
| ج   | شیراز (۱۵)                                     | پایان شماره‌گذاری         |
| د   | شیراز (۱۶)                                     | پایان شماره‌گذاری         |
| س   | شیراز (۱۷)                                     | پایان شماره‌گذاری         |
| ص   | شیراز (۱۸)                                     | پایان شماره‌گذاری         |
| ط   | شیراز (۱۹)                                     | پایان شماره‌گذاری         |
| ع   | عمومی (۴)                                      | سرشماره ۸۸ درحال واگذاری |
| ق   | شیراز (۲۰)                                     | پایان شماره‌گذاری         |
| ل   | لارستان، خنج، گراش، اوز، جویم (۳)              | پایان شماره گذاری        |
| م   | شیراز (۲۱)                                     | پایان شماره‌گذاری         |
| ن   | شیراز (۲۲)                                     | پایان شماره‌گذاری         |
| و*  | مرودشت (۳) شیراز (۲۵) کازرون (۴) فیروزآباد (۲) | پایان شماره‌گذاری         |
| ھ   | شیراز (۲۳)                                     | پایان شماره‌گذاری         |
| ی*  | کازرون (۳) شیراز (۲۴)                          | پایان شماره‌گذاری         |

| کدهای مشترک* | توضیح |
| ------------ | --- |
| و            | کد مشترک شیراز و کازرون و مرودشت (تا سرشماره ۳۹ اختصاصی مرودشت / از سرشماره ۴۱ مشترک با شیراز و کازرون، از سرشماره ۹۶ مشترک با فیروز آباد) |
| ی            | کد مشترک شیراز و کازرون (تا سرشماره ۱۶ اختصاصی کازرون / از سرشماره ۱۷ مشترک با شیراز)                                                      |